# Bruno Slagmulder
Bruno Slagmulder, né le 20 décembre 1967 à Paris, est un acteur français.

## Biographie
Au théâtre, Bruno Slagmulder joue Molière, Henry de Montherlant, Éric-Emmanuel Schmitt.
Au cinéma il tourne avec François Ozon, Gérard Jugnot, Laurent Bouhnik, Pascale Pouzadoux.
À la télévision, il joue dans des unitaires tels que Madame Sans-Gêne de  Philippe de Broca avec Emmanuelle Seigner, L'Affaire Dominici de Pierre Boutron avec  Michel Serrault et Michel Blanc, Les Mariées de l'Isle Bourbon de Euzhan Palcy, La Malédiction de Julia de Bruno Garcia avec Corinne Touzet et dans de nombreuses séries dont Lyon police spéciale avec Antoine Duléry et Duo avec Laure Marsac,,.

### Vie privée
Divorcé, il partage la garde alternée de son enfant avec son ancienne épouse.
Il réside depuis 2011 à Condeau, dans le Perche, ou il produit et commercialise son propre safran.

## Filmographie

### Cinéma

#### Longs métrages
- 1991 : Vagabond de Ann Le Monnier
- 1993 : Un chat dans la gorge de Jacques Otmezguine
- 1994 : L'Affaire (Le voiturier), de Sergio Gobbi : Le voiturier
- 1996 : Fallait pas !... de Gérard Jugnot : Le frère de Constance
- 1996 : Violetta la reine de la moto de Guy Jacques : Johnny
- 1997 : Marthe de Jean-Loup Hubert : Martin
- 1998 : Paparazzi de Alain Berberian
- 1999 : Une journée de merde de Miguel Courtois : Gilou
- 1999 : Le fil à retordre de Jean-Michel Lorentz
- 2000 : Dieu est grand, je suis toute petite de Pascale Bailly : Fred
- 2000 : Grégoire Moulin contre l'humanité de Artus de Penguern : Un collègue
- 2000 : Le Cœur à l'ouvrage de Laurent Dussaux : Julien
- 2002 : 24 heures de la vie d'une femme de Laurent Bouhnik : Hervé
- 2003 : Toutes les filles sont folles de Pascale Pouzadoux : Raphaël
- 2005 : Ze film de Guy Jacques : Le fiancé de Laura
- 2009 : Lady Blood de Jean-Marc Vincent : Philou
- 2017 : À deux heures de Paris de Virginie Verrier : Stéphane

#### Courts et moyens métrages
- 1994 : Méprises de Myriam Aziza
- 1996 : Love in the Dark de François Ozon
- 2003 : La vraie nature de Alexandre Mehring
- 2003 : X2000 de François Ozon : L'homme
- 2003 : À quoi ça sert de voter écolo? de Aure Atika : Lucas
- 2005 : Cortèges de Thomas Perrier
- 2006 : Scènes de lit de François Ozon : Frank
- 2006 : Entre midi et deux de Ludovic Berthillot

### Télévision
- 1993 : La peau du chat de Jacques Otmezguine : Comédien théâtre
- 1993 : Le droit à l'oubli de Gérard Vergez
- 1993 : Les Cordier, juge et flic (série télévisée) de Alain Bonnot (Épisode 3 Saison 1 : "3615 Pretty Doll") : Didier
- 1994 : Le Feu follet de Gérard Vergez : Walter
- 1994 : Les Cinq Dernières Minutes (série télévisée) de Gérard Vergez (Épisode 10 de la 3e Série : "L'assassin fait du cinéma") : Roger
- 1994 : Les Cordier, juge et flic (série télévisée) de Alain Bonnot (Épisode 5 Saison 2 : "Combinaison mortelle") : Didier
- 1994 : Commissaire Rocca de Paul Planchon (Épisode "Coup de cœur") : Olivier
- 1995 : Les Cordier, juge et flic (série télévisée) de Christiane Leherissey (Épisode 2 Saison 3 : "Affaires de femmes")
- 1995 : L'Année du certif de Jacques Renard : Antoine adulte
- 1995 : Les Bœuf-carottes de Denis Amar (Épisode 1 Saison 1 : "Les enfants d'abord") : Bruno
- 1995 : Urgence de Stéphane Kurc
- 1996 : Florence Larrieu : Le juge est une femme (série télévisée) de Pierre Boutron (Épisode 1 Saison 3 : "La fille aînée") : Manfred
- 1996 : Anne Le Guen (série télévisée) de Stéphane Kurc (Épisode 4 Saison 1 : "Madame la conseillère") : Matthieu
- 1996 : La Bougeotte (téléfilm) de Jean-Claude Morin
- 1996 : Une femme contre l'ordre de Didier Albert : Nicolas
- 1996 : Dans un grand vent de fleurs, mini-série : le banquier de Félix
- 1997 : Maigret (série télévisée) de Pierre Koralnik (Épisode 3 Saison 6 : "L'improbable Monsieur Owen") : Roger
- 1998 : Bonnes vacances de Pierre Badel : Photographe
- 1998 : La Spirale de Miguel Courtois : Louis
- 1998 : Les Rives du Paradis (téléfilm) de Robin Davis : Rick
- 1998 : Sœur porteuse de Brigitte Coscas : Olivier
- 1999 : Brigade des mineurs de Michaëla Watteaux : Gérard Lecas
- 1999 : Le Frère irlandais de Robin Davis : Éric Connely
- 1999 : Retour à Fonteyne (téléfilm) de Philomène Esposito : Alex
- 1999 : Stress de Jérôme Boivin : Laurent
- 2000 : À corps perdu de Isabelle Broué : L'agresseur
- 2000 : Le coup du lapin (Téléfilm) de Didier Grousset : Jean Manoli
- 2000 : Lire la mort de Arnaud Sélignac
- 2000 : Lyon police spéciale de Bertrand Arthuys : Costa
- 2000 : Paris, Deauville (téléfilm) de Isabelle Broué : Philippe
- 2001 : Florence Larrieu : Le juge est une femme (série télévisée) de Pierre Boutron (Épisode 1 Saison 7 : "Cœur solitaire") : Becker
- 2001 : Le Marathon du lit de Bruno Gantillon : Marco
- 2001 : Phobies de Arnaud Sélignac : Norbert
- 2002 : Amant de mes rêves (téléfilm) de Christian François : Jacques
- 2002 : Le Grand Patron (série télévisée) de Stéphane Kappes (Épisode 3 : "Vivre vite" + Épisode 4 : "La loi du sang") : Fabrice Carlin
- 2002 : Le Secret de la Belle de Mai de Patrick Volson : Fred
- 2002 : Lyon police spéciale de Dominique Tabuteau : Costa
- 2002 : Madame sans gêne de Philippe de Broca : Joseph Lefèbvre, Maréchal de France
- 2003 : La vie érotique de la grenouille (téléfilm) de Bertrand Arthuys : Gilles
- 2003 : L'affaire Dominici (téléfilm) de Pierre Boutron : Gustave Dominici
- 2003 : Le Grand Patron (série télévisée) de Emmanuel Gust (Épisode 5 : "Le froid qui sauve") : Fabrice Carlin
- 2003 : Un amour en kit (téléfilm) de Philippe de Broca : Roland Galuchet
- 2003 : Y aura pas école demain de Philippe de Broca : Victor Amblard
- 2004 : Je serai toujours près de toi de Claudio Tonetti : Jérémie
- 2004 : Le Grand Patron (série télévisée) de Claudio Tonetti (Épisode 6 : "Cas de conscience" + Épisode 8 : "Entre deux rives") : Fabrice Carlin
- 2004 : Si j'avais des millions (téléfilm) de Gérard Marx : Daniel Carter
- 2004 : Trop jeune pour moi ? (téléfilm) de Patrick Volson : Étienne
- 2005 : Alice Nevers : Le juge est une femme (série télévisée) de Jean-Marc Seban (Épisode 2 Saison 4 : "La dernière étoile") : Thomas Claret
- 2005 : Mes deux maris de Henri Helman : Daniel
- 2005 : Trois femmes… un soir d'été (Mini-série) de Sébastien Grall : Bruno Sauveterre
- 2006 : Confidences de Laurent Dussaux
- 2007 : Les Mariées de l'Isle Bourbon (téléfilm) de Euzhan Palcy : Jules Gaudin
- 2007 : Tragédie en direct (téléfilm) de Marc Rivière : Marc
- 2008 : Répercussions (téléfilm) de Caroline Huppert : Matthieu Villiers
- 2009 : Joséphine, ange gardien (Épisode 3 Saison 13, ou, Épisode 7 Saison 12 : "Le frère que je n'ai pas eu") : Vincent Delattre
- 2009 : Services Sacrés (série télévisée) : Monseigneur Franck de Kern
- 2009 : Les Amants de l'ombre de Philippe Niang
- 2009 : Sweet Dream (Mini-série) de Jean-Philippe Amar : Fabrice
- 2010 : Le vernis craque (téléfilm) de Daniel Janneau : Auguste Renoir
- 2010 : Camping Paradis (Épisode 2 Saison 2 : "Mamans en grève") : Fabrice
- 2011 : Les Petits Meurtres d'Agatha Christie (Série de téléfilms) de Éric Woreth (Épisode 9 Saison 1 : Un cadavre sur l'oreiller) : Théodore Deschanel
- 2011 : Victoire Bonnot (série télévisée) (Épisode 5 : "Un enfant sur les bras") : Marc Viguier
- 2012 : Duo (série télévisée) de Patrick Volson (Saison 1) : Gabriel Maruani
- 2012 : R.I.S Police scientifique (série télévisée) (Épisode 8 Saison 7 : "Coup de feu") : Franck Lambrecht
- 2012 : Alice Nevers : Le juge est une femme (série télévisée) (Épisode 5 Saison 11 : "Peur en ville") : Francis Bosco
- 2014 : La Malédiction de Julia de Bruno Garcia : Étienne
- 2014 : Camping Paradis (Épisode 2 Saison 6 : "Noce de toiles") : Philippe
- 2014 : Rumeurs de Étienne Dhaene : Raoul
- 2017 : Commissaire Magellan, épisode Pour ma fille : Eric Danval
- 2017 : Caïn, S06E04 "Bang Bang" : Jean-Philippe Cortès
- 2018 : Meurtres dans le Morvan de Simon Astier : Marc Borel

## Théâtre
- 1991 : Le Misanthrope de Molière de Michel Granvale, Théâtre Jean Corivaud
- 1992 : Le Démagogue, Théâtre Maubel-Galabru
- 1992 : Don Juan, la mort qui fait le trottoir de Henry de Montherlant, Théâtre Cité U
- 1995 : Golden Joe de Éric-Emmanuel Schmitt, Mise en scène Gérard Vergez, Théâtre de la Porte-Saint-Martin
- 2003 : Retour à la maison de Éric Civanyan et Bob Martet, Théâtre Pépinière-Opéra

## Distinction

### Sélection
- 1998 : Prix Michel Simon : Meilleur acteur pour Violetta la reine de la moto